# ラム・バーグマン
ラム・バーグマン（Ram Bergman）は、イスラエルの映画プロデューサー。『BRICK ブリック』、『LOOPER/ルーパー』、『スター・ウォーズ/最後のジェダイ』などライアン・ジョンソン監督作をプロデュースしている。

## 生い立ち
イスラエルのリション・レジオンで生まれ育った。

## キャリア
2014年6月、バーグマンは映画『スター・ウォーズシリーズ』の第8作品目で、女性主人公・レイを主人公とする続三部作の第2章『エピソード8』のプロデューサーとして雇われた。2017年1月に副題が『最後のジェダイ』と発表された同作はバーグマンの常連コラボレーターであるライアン・ジョンソンが監督・脚本を務め、2017年12月15日に公開された。

## フィルモグラフィ
- Rave Review (1994) 製作
- シークレット・オンエアー Power 98 (1996) 製作
- ワンナイト・ウェディング Wedding Bell Blues (1996) 製作
- For Hire (1998) 共同製作総指揮
- Long Time Since (1998) 製作総指揮
- ブラック&ホワイト Black and White (1999) 製作
- Partners in Crime (2000) 製作
- Stranger than Fiction (2000) 製作
- ブルー・イグアナの夜 Dancing at the Blue Iguana (2000) 製作
- Zoe (2001) 製作
- キルミー・レイター Kill Me Later (2001) 製作
- Heartbreak Hospital (2002) 製作
- Tough Luck (2003) 製作
- In the Land of Widows (2004) 製作
- BRICK ブリック Brick (2005) 製作
- The Circle (2005) 製作
- レッド・ウォリアー Nomad (2005) 製作
- カンバセーションズ Conversations with Other Women (2005) 製作
- Her Name Is Carla (2005) 製作
- Relative Strangers (2006) 製作
- Under the Same Moon (2007) 製作総指揮
- ブラザーズ・ブルーム The Brothers Bloom (2008) 製作
- The Chameleon (2010) 製作
- BUNRAKU Bunraku (2010) 製作
- レッド・バレッツ Cat Run (2011) 製作総指揮
- A Good Old Fashioned Orgy (2011) 製作総指揮
- ハングリー・ラビット Seeking Justice (2011) 製作
- LOOPER/ルーパー Looper (2012) 製作
- ドン・ジョン Don Jon (2013) 製作
- A Tale of Love and Darkness (2015) 製作
- セルフレス/覚醒した記憶 Self/less (2015) 製作
- パピヨン Papillon (2017) 製作
- スター・ウォーズ/最後のジェダイ Star Wars: The Last Jedi (2017) 製作
- ナイブズ・アウト/名探偵と刃の館の秘密 Knives Out (2019) 製作
- ナイブズ・アウト: グラス・オニオン Glass Onion: A Knives Out Mystery (2022) 製作